# Lin Tzu-hui
Pour les articles homonymes, voir Lin.
Dans ce nom chinois, le nom de famille, Lin, précède le nom personnel Tzu-hui.
Lin Tzu-hui (en chinois traditionnel : 林資惠 ; pinyin : Lín Zīhuì), née le 5 novembre 1981 à Lunbei (en), est une haltérophile handisport taïwanaise.

## Biographie
Lin Tzu-hui naît le 5 novembre 1981 à Lunbei (en), dans le comté de Yunlin,.
Enfant, elle est atteinte d'une poliomyélite dès l'âge de neuf mois, affaiblissant ainsi ses jambes et pieds, et la contraignant à se déplacer en fauteuil roulant,,. Alors qu'elle étudie au lycée, elle s'intéresse à la force athlétique en observant les élèves seniors de la National Hemei Experimental School, un établissement encourageant activement l'éducation des personnes faisant l'objet d'un handicap ; Lin intègre par la suite la National Hemei Experimental School. Elle commence la pratique de la force athlétique en avril 1998 et intègre la délégation taïwanaise dès le mois de juin.
Elle prend part à ses premiers Jeux paralympiques à Sydney en 2000, en catégorie moins de 75 kg, au cours desquels elle manque de peu la médaille d'argent et finit à la 4e place après une faute.
En 2004, elle est sacrée championne paralympique aux Jeux d'Athènes, puis remporte les championnats du monde de force athlétique handisport (en).
Elle privilégie alors sa carrière sportive et abandonne son poste à l'administration du comté de Changhua, afin de défendre son titre aux Jeux de Pékin de 2008 ; Lin y remporte à nouveau une médaille d'or. Pour l'édition inaugurale des Jeux para-asiatiques, en 2010, elle est également médaillée d'or.
Aux Jeux de Londres de 2012, elle est cette fois médaillée de bronze, malgré une blessure à l'épaule. Elle défend toutefois son titre aux Jeux para-asiatiques de 2014, assurant la médaille d'or.

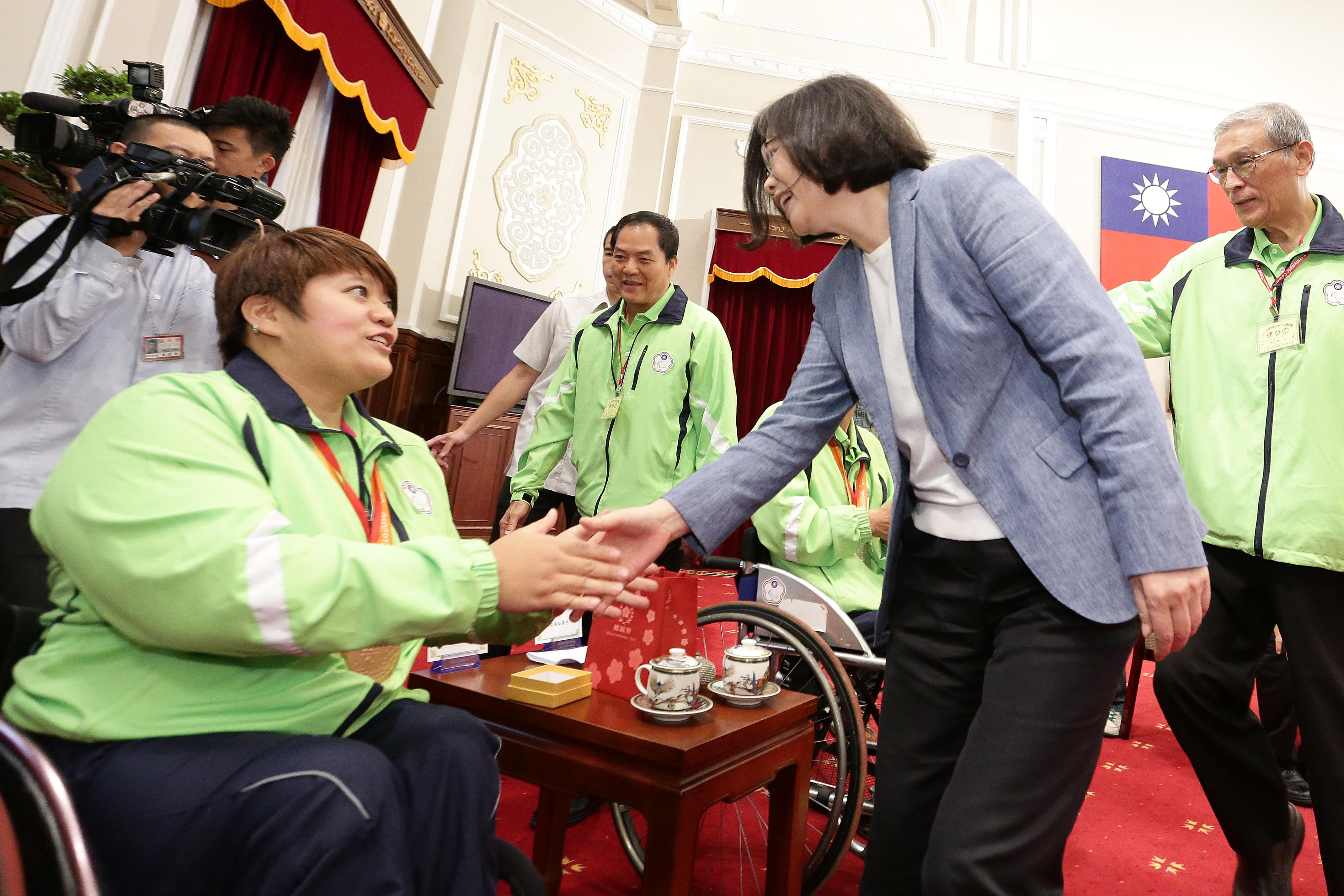
Lin Tzu-hui après les Jeux paralympiques de Rio, reçue par la présidente Tsai Ing-wen dans le cadre de la réception de la délégation paralympique.

En 2016, elle est désignée porte-drapeau pour la cérémonie d'ouverture des Jeux de Rio. Lin réitère sa dernière performance paralympique malgré une blessure contractée pendant une séance d'entraînement et finit à la troisième place, dans sa catégorie des moins de 79 kg. Elle est alors la première athlète taïwanaise à remporter quatre médailles paralympiques consécutives. Cette même année, elle décroche une licence à l'université de technologie de Chienkuo (en), et y poursuit dans la foulée un deuxième cycle universitaire,. Aux Jeux para-asiatiques, elle termine à la 3e place de la compétition.
En octobre 2019, elle est suspendue deux ans par le CIP pour dopage, après un test positif réalisé dans le cadre des championnats du monde ; ses résultats à partir d'avril 2019, dont la médaille de bronze aux championnats du monde, sont retirés. Alors qu'elle était en lice pour les Jeux de Tokyo, elle ne participe pas de fait à l'épreuve paralympique.

## Palmarès

### Jeux paralympiques
- Médaille d'or aux Jeux paralympiques d'été de 2004 (en)
- Médaille d'or aux Jeux paralympiques d'été de 2008 (en)
- Médaille de bronze aux Jeux paralympiques d'été de 2012
- Médaille de bronze aux Jeux paralympiques d'été de 2016

### Championnats du monde
- Médaille d'or aux championnats du monde de 2006

### Jeux para-asiatiques
- Médaille d'or aux Jeux para-asiatiques de 2010
- Médaille d'or aux Jeux para-asiatiques de 2014
- Médaille de bronze aux Jeux para-asiatiques de 2018